# 帕諾哈四重奏團
帕諾哈四重奏團（捷克語：Panochovo kvarteto）是一支捷克的弦樂四重奏團體。

## 歷史
1968年，布拉格音樂院的三名學生創建了帕諾哈四重奏團。1975年他們贏得了布拉格國際弦樂四重奏大賽，同年首次前往美國演出。1980年偕同斯梅塔納四重奏團巡迴日本，在國際樂壇打開能見度。經常與帕諾哈四重奏團合作的音樂家包括了鋼琴家Rudolf Firkušný、希夫·安德拉斯等人。

## 成員
現有成員
- Jiří Panocha（1950年－），創始團員，小提琴
- Pavel Zejfart（1952年－），小提琴，經招募加入[3]
- Miroslav Sehnoutka（1952年－），中提琴，1971年加入
- Jaroslav Kulhan（1950年－），創始團員，大提琴

其它成員
- Jaroslav Hlůže，創始團員，中提琴，1971年離任

## 作品節選

### 錄音
帕諾哈四重奏團的代表性作品是同胞作曲家德沃夏克、馬爾蒂努的弦樂四重奏全本錄音，他們的海頓亦受好評。此外，他們也灌錄了一些當代作品。

## 外部連結
- 帕諾哈四重奏團的Discogs页面（英文）